# Monumento da Batalha das Nações

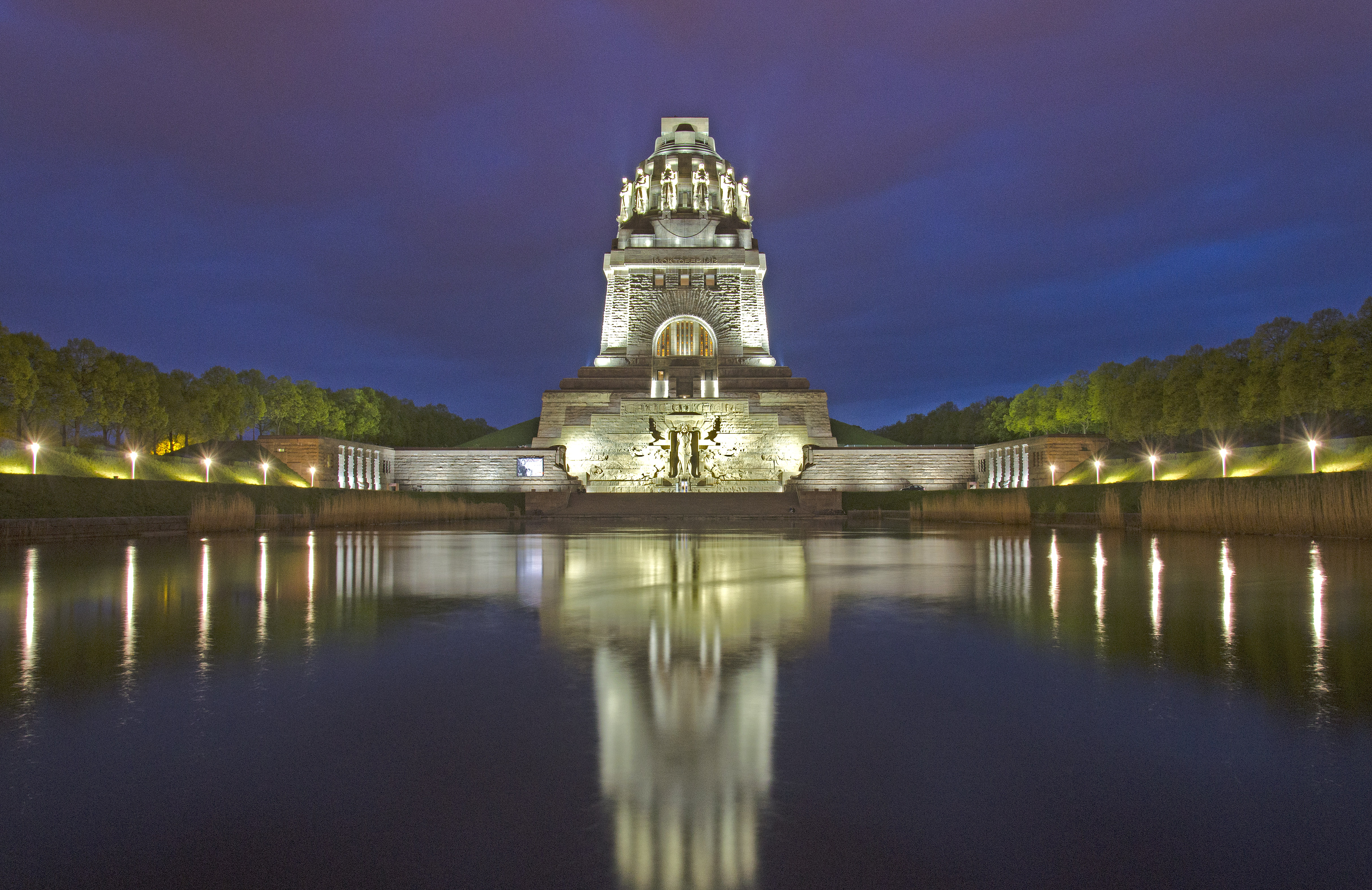
O monumento iluminado durante a noite.

O Monumento da Batalha das Nações (em alemão:  Völkerschlachtdenkmal) é um monumento situado em Leipzig, na Alemanha, que comemora a Batalha de Leipzig (ou Batalha das Nações) ocorrida em 1813. Pago, na sua maioria através de donativos e pela cidade de Leipzig, acabou de ser construído em 1913, no aniversário da batalha, com um custo total de seis milhões de goldmark. O monumento comemora a derrota de Napoleão Bonaparte em Leipzig, um passo crucial para o final das hostilidades da Guerra da Sexta Coligação.
A estrutura, com 91 m de altura, contém 500 degraus até ao topo, onde se encontra uma plataforma, a partir da qual se pode ver a vista da cidade e arredores. É feito de betão, embora as faces sejam de granito. O monumento é visto como um dos melhores exemplos de arquitectura do período guilhermino. É referido que se encontra num dos locais em que ocorreram algumas das batalhas mais sangrentas, e de onde Napoleão deu ordem para o seu exército retirar.